# 1943 ve filmu

## Ocenění

### Oscar(16. ročník)
- Nejlepší film: Casablanca
- Nejlepší režie: Michael Curtiz – Casablanca
- Nejlepší mužský herecký výkon: Paul Lukas - Watch on the Rhine
- Nejlepší ženský herecký výkon: Jennifer Jonesová - Píseň o Bernadettě
- Nejlepší mužský herecký výkon ve vedlejší roli: Charles Coburn - Veselá tlačenice
- Nejlepší ženský herecký výkon ve vedlejší roli: Katina Paxinou - Komu zvoní hrana

### Zlatý Glóbus(1. ročník)
- Nejlepší film: Píseň o Bernadettě
- Nejlepší herec: Paul Lukas - Watch on the Rhine
- Nejlepší herečka: Jennifer Jonesová - Píseň o Bernadettě
- Nejlepší herec ve vedlejší roli ve filmu: Akim Tamiroff - Komu zvoní hrana
- Nejlepší herečka ve evdlejší roli ve filmu: Katina Paxinou - Komu zvoní hrana

## České filmy (výběr)
- Bláhový sen (režie J. A. Holman)
- Čtrnáctý u stolu (režie Oldřich Nový a Antonín Zelenka)
- Experiment (režie Martin Frič)
- Chlapci v modrém (režie Waldemar Sent)
- Mlhy na blatech (režie František Čáp)
- Šťastnou cestu (režie Otakar Vávra)
- Tanečnice (režie František Čáp)
- Zářící tvář (režie Hugo Huška)
- Žíznivé mládí (režie Miroslav Josef Krňanský)

## Narození

### Protektorát Čechy a Morava
- 3. února: Jan Vlasák – herec
- 14. února: Petr Oliva – herec († 9. února 2019)
- 21. února: Jiří Zmožek – skladatel
- 10. března: Viktor Růžička – kameraman († 13. února 2014)
- 15. března: Olga Schoberová – herečka
- 21. března: Jan Bonaventura – režisér († 14. června 2019)
- 15. dubna: Inka Šecová – herečka  († 4. ledna 2001)
- 19. května: Petr Brukner – herec
- 23. května: Felix Slováček – herec a skladatel
- 27. května: Luděk Sobota – herec
- 28. května: Miroslav Kořínek – herec
- 13. června: Karla Chadimová – herečka
- 16. června: Dagmar Lassanderová – herečka
- 9. července: František Ringo Čech – herec a scenárista
- 9. srpna: František Němec – herec
- 9. srpna: Ladislav Županič – herec († 9. prosince 2023)
- 6. září: Jana Břežková – herečka
- 8. září: Václav Postránecký – herec († 7. května 2019)
- 21. září: Jiří Wimmer – herec († 25. ledna 2001)
- 23. října: Václav Neckář – herec a zpěvák

### Svět
- 5. února: Michael Mann – americký režisér a scenárista
- 9. února: Joe Pesci – americký herec
- 20. února: Mike Leigh – brtiský režisér a scenárista
- 25. února: George Harrison – britský skladatel († 29. listopadu 2001)
- 15. března: David Cronenberg – kanadský režisér
- 29. března: Vangelis – řecký skladatel († 17. května 2022)
- 31. března: Christopher Walken – americký herec
- 5. května: Michael Palin – herec a scenárista
- 13. června: Malcolm McDowell – brtiský herec
- 16. července: Martin Huba – slovenský režisér
- 17. srpna: Robert De Niro – americký herec
- 6. září: Roger Waters – americký skladatel
- 1. října: Jean-Jacques Annaud – francouzský režisér a scenárista
- 8. října: Chevy Chase – americký herec a scenárista
- 22. října: Catherine Deneuve – francouzská herečka
- 22. října: Jan de Bont – nizozemský kameraman
- 24. října: Martin Campbell – novozélandský režisér
- 28. listopadu: Randy Newman – americký skladatel
- 30. listopadu: Terrence Malick – americký režisér a scenárista
- 31. prosince: Ben Kingsley – britský herec

## Úmrtí
- 16. února: Jan Bor – český režisér a scenárista (* 16. února 1886)
- 16. března: Jaroslav Sadílek – český režisér (* 25. února 1906)
- 3. dubna: Conrad Veidt – německý herec (* 22. ledna 1893)
- 1. června: Leslie Howard – britský herec (* 3. dubna 1893)
- Walter Schorsch – český herec a režisér (* 15. prosince 1897)